# Nipmucs

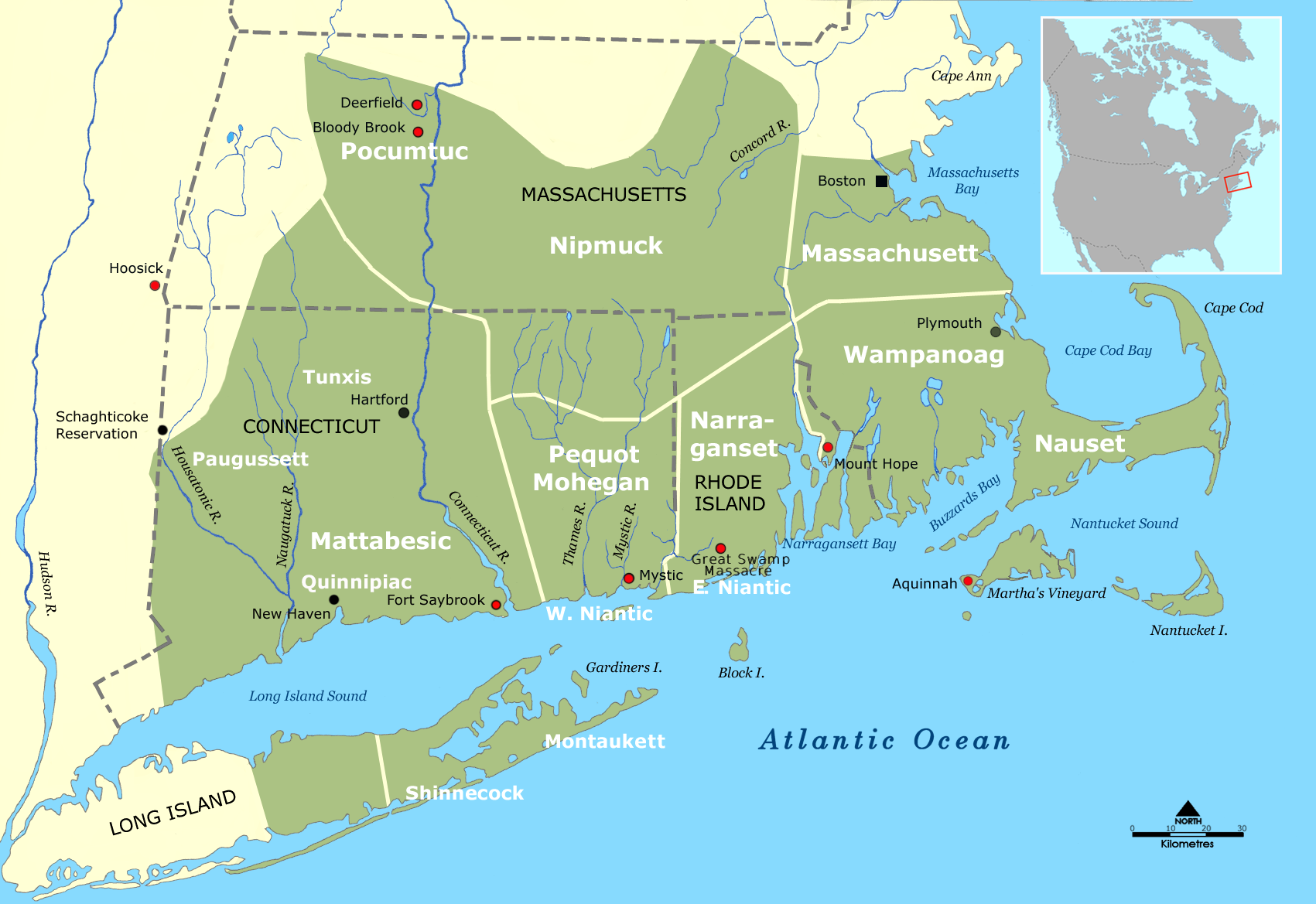
Répartition des tribus amérindiennes du sud de la Nouvelle-Angleterre vers 1600.

Les Nipmucs ou Nipmucks sont une tribu algonquienne du centre du Massachusetts. En 1675, lors de la guerre du Roi Philip, beaucoup d'entre eux se sont alliés aux Wampanoags et aux Narragansetts contre les colons anglais. Après la guerre, une partie des survivants a rejoint d'autres tribus algonquiennes le long du fleuve Hudson comme les Mohegans tandis que d'autres se sont réfugiés au Canada.